# Akka (ånd)
Akka er en traditionel kvindelig ånd i den samiske og finske mytologi.
Den første akka var Maderakka og hendes døtre Sarakka, Uksakka og Juksakka. Nogle samere troede de levede under deres kota-telte.
Tilbedelsen af akka var en fælles ceremoni optog form af at man gav ofre, bad bønner om hjælp og udførte forskellige ritualer.
Sarakka menes at være særlig nyttig for gravide kvinder, og efter en fødsel, skulle kvinden spise en grød specielt dedikteret til hende.
Yambe-akka eller Jambe-akka er en samisk gudinde der bor i underverdnen. Hendes navn betyder "Dødens Gamle Kone". Ånderne fra tabte babyer bliver trøstet af gudinden, mens alle andre må dvæle i sorg. De dødes land siges, at være en spejling af de levendes land, bortset fra at alt er omvendt. Så de døde bliver begravet med nogle af deres ejendele (fx knive), for at kunne hjælpe med til at gøre livet efter døden bedre.
I den finske mytologi bliver hun kaldt til Tuonen akka.